# Par Sziklai

Figura 1. Par Sziklai que actúa como un único transistor NPN con colector C, emisor E y base B.

En electrónica, el par Sziklai, también conocido como par de retroalimentación complementaria, es una configuración de dos transistores bipolares, similar a un par Darlington. A diferencia de la disposición Darlington, el par Sziklai tiene un transistor NPN y un transistor PNP, por lo que a veces también se le llama "Darlington complementario". La configuración lleva el nombre de George C. Sziklai, quien se cree que es su inventor.

## Características
La ganancia actual del par Sziklai es similar a la de un par Darlington y es el producto de las ganancias actuales de los dos transistores. La Figura 1 muestra un par NPN-PNP que actúa como un único transistor NPN en general.

## Aplicaciones
En una aplicación típica, el par Sziklai actúa algo así como un solo transistor del mismo tipo (por ejemplo, NPN) que Q1 pero con una ganancia de corriente (β) muy alta. El emisor de Q2 funciona como colector. Por lo tanto, el emisor de Q2 está etiquetado como "C" en la Figura 1. Asimismo, en una aplicación típica el colector de Q2 (también conectado al emisor de Q1) funciona como un emisor y, por tanto, se denomina "E". Al igual que con un par Darlington, se puede conectar una resistencia (por ejemplo, de 100 Ω a 1 kΩ) entre el emisor y la base de Q2 para mejorar su tiempo de apagado (es decir, mejorar su rendimiento para señales de alta frecuencia).

## Ventajas
Una ventaja sobre el par Darlington es que el voltaje de encendido de la base es sólo de aproximadamente 0,6 V, o aproximadamente la mitad del voltaje de encendido nominal de 1,2 V del Darlington. Al igual que el Darlington, puede saturarse a sólo 0,6 V, lo cual es un inconveniente para las etapas de alta potencia.

## Etapas de salida complementarias basadas en retroalimentación
Los pares de retroalimentación complementaria se utilizan a menudo en las etapas de salida de los amplificadores de potencia debido a sus ventajas tanto en linealidad como en ancho de banda en comparación con las etapas de salida de seguidor de emisor Darlington más comunes. Son especialmente ventajosos en amplificadores donde la carga prevista no requiere el uso de dispositivos en paralelo.
Los pares de retroalimentación complementaria también pueden tener el beneficio de una estabilidad térmica superior en las condiciones adecuadas. En contraste con la configuración tradicional de Darlington, la corriente de reposo es mucho más estable con respecto a los cambios en la temperatura de los transistores de salida de mayor potencia frente a los controladores de menor potencia. Esto significa que una etapa de salida Sziklai en un amplificador de clase AB requiere sólo que el servotransistor o los diodos de polarización coincidan térmicamente con los transistores del controlador de menor potencia; no es necesario (y no deben) colocarse en el disipador de calor principal. Esto simplifica potencialmente el diseño y la implementación de un amplificador de clase AB estable, reduciendo la necesidad de resistencias de emisor. Esto reduce significativamente la cantidad de componentes que deben estar en contacto térmico con el disipador de calor y reduce la probabilidad de fuga térmica.
En un amplificador que emplea pares de retroalimentación complementaria, la corriente de reposo óptima es notablemente menor que en las etapas de salida basadas en Darlington. Mientras que estas últimas pueden requerir corrientes de alrededor de 100 mA o incluso más, las primeras tienden a operar con tan solo 10 mA. Esto se traduce en un consumo de energía en reposo significativamente menor, del orden de unos pocos vatios en comparación con decenas de vatios en casos similares de rendimiento. Por lo tanto, para aplicaciones donde se busca una potencia de salida moderada (entre 25 W y 100 W), se valora la fidelidad del sonido y se desea minimizar el consumo de energía en reposo, el uso del par Sziklai resulta altamente recomendable.

### Etapas de salida casi complementarias
Históricamente, los diseñadores utilizaban con frecuencia la configuración "cuasi complementaria", que utiliza un par de empuje Darlington (es decir, 2 transistores NPN) y un par de retroalimentación complementaria (es decir, 1 transistor PNP y 1 NPN). Esta configuración, que utiliza 3 transistores NPN y 1 transistor PNP, fue ventajosa porque durante décadas los transistores de pequeña señal más comunes fueron los PNP de germanio (los transistores de potencia PNP de silicio se desarrollaron más lentamente y durante años fueron más caros que sus homólogos NPN). Alternativamente, si se utilizara un dispositivo PNP de germanio, tendría características significativamente diferentes a las del transistor NPN de silicio. En la topología cuasi complementaria, el rendimiento del par de extracción inferior, que utiliza un único transistor NPN, se asemeja más al rendimiento del par de inserción superior, que consta de dos transistores NPN y un dispositivo de alimentación idéntico.
Durante décadas, la etapa de producción casi complementaria tuvo sentido; pero debido a que los transistores de potencia PNP y NPN ahora están igualmente disponibles y tienen características de rendimiento más parecidas, los amplificadores de potencia de audio modernos a menudo usan topologías equivalentes para ambos pares: 2 pares Darlington o 2 pares Sziklai.